# Clodia (traghetto)
La Clodia era una nave traghetto della classe Strade Romane, appartenuta alla Tirrenia di Navigazione (poi Tirrenia - Compagnia Italiana di Navigazione) dal 1980 al 2013.

## Caratteristiche
La Clodia faceva parte della Classe Strade Consolari Romane, un gruppo di sei traghetti costruiti tra il 1979 e il 1981 dalla Italcantieri per la Tirrenia. Fu l'unica unità della classe a essere stata costruita al cantiere navale di Sestri Ponente e non a Castellammare di Stabia.
Originariamente la nave era lunga 136 metri, aveva una stazza lorda di 9385 tonnellate e poteva trasportare circa mille passeggeri e 470 autovetture alla velocità di venti nodi. Nell'inverno tra il 1986 e il 1987 il traghetto fu sottoposto, come tutte le altre unità della classe, a un intervento di allungamento con il quale furono aggiunti un troncone di 12 metri a centro nave e un ulteriore ponte, in modo da accrescere la capacità di carico, passata a 2000 passeggeri e 610 autovetture; aumentò anche la stazza lorda, che passò a 12.523 tonnellate.
Nel 1992 la Clodia e le gemelle Aurelia e Nomentana furono sottoposte a un ulteriore intervento strutturale ai cantieri INMA di La Spezia, durante il quale alle imbarcazioni furono aggiunti altri due ponti e delle controcarene per aumentare la stabilità. La trasformazione, pur aumentando stazza lorda (14834 tonnellate) e capacità di trasporto di passeggeri e autovetture (2280 e 650 rispettivamente), causò una diminuzione cospicua della velocità massima, che passò a circa 17 nodi, e problemi di manovrabilità dovuti alla maggiore superficie laterale esposta al vento. Questi aspetti negativi spinsero la Tirrenia a non compiere lo stesso intervento sulle altre tre unità della classe.
Nell'inverno 2002-2003 la nave fu sottoposta a importanti lavori di ristrutturazione per adeguarla agli standard alberghieri delle ultime unità entrate in servizio in quegli anni. Tutte le cabine dei ponti superiori furono convertite in cabine di prima classe con servizi interni, l'area soggiorno bar del ponte 11 fu eliminata per fare posto ad altre cabine, mentre nel ponte copertino rimasero le cabine di seconda classe senza servizi esattamente come nella costruzione originale.
La Clodia disponeva dei seguenti servizi: reception, bar, cinema, sala lettura/gioco carte, sala giochi, negozio, infermeria, canile, ristorante, self service, 414 cabine di cui 295 di prima classe e 119 di seconda classe per un totale di 1360 posti letto e due scale mobili per l'imbarco rapido dei passeggeri senza auto al seguito.
Il traghetto era strutturato su 11 ponti:
- 1: Sala macchine
- 2 (Copertino): garage, 119 cabine di seconda classe
- 3 (Principale): garage
- 4 (Piattaforma): garage
- 5 (Superiore): garage
- 6 (Coperta): garage, 48 cabine di prima classe
- 7 (Saloni): reception, bar, cinema, ristorante, self service, negozio, sala giochi, sala gioco carte, 41 cabine di prima classe
- 8 (Imbarcazioni): poltrone, infermeria, canile
- 9 (Comando): 83 cabine di prima classe
- 10 (Aurora): 87 cabine di prima classe
- 11 (Belvedere): 36 cabine di prima classe, solarium

## Servizio

Clodia nel 1980, al suo viaggio inaugurale.

Varata il 9 marzo 1979 al cantiere navale di Sestri Ponente, la Clodia fu consegnata alla Tirrenia il 4 marzo 1980, entrando in servizio nello stesso mese tra Genova e Palermo.
Il traghetto negli anni ha servito diverse linee del network Tirrenia, ma prevalentemente è stata in servizio sulle rotte Porto Torres - Genova, Olbia - Civitavecchia e dal 2001 prevalentemente sulla tratta Cagliari - Arbatax - Civitavecchia.
Nell'aprile 2011 fu utilizzata, insieme ad altri traghetti di diverse compagnie, per trasportare dei migranti sbarcati a Lampedusa sul continente, nel caso specifico a Civitavecchia. In seguito la nave riprese il servizio sulla sua rotta, con l'eccezione di un periodo di disarmo nel porto di Crotone. A fine giugno 2012 la nave fu posta in disarmo presso il porto di Civitavecchia in attesa di essere venduta. Nel febbraio 2013 la nave fu venduta per la demolizione, prendendo il nome di Clodiar e cambiando bandiera. La nave partì per l'ultimo viaggio a fine marzo.

## Incidenti
Il 12 giugno 1998 la Clodia, in arrivo a Porto Torres da Genova, urtò uno scoglio durante le manovre di ormeggio, riportando una falla nella zona prodiera e dovendo recarsi a Napoli per le riparazioni.

## Navi gemelle
- MSC Aurelia (già Aurelia)
- Nomentana
- AF Francesca (già Domiziana)
- Flaminia
- Amanah (già Emilia)

Domiziana, Emilia e Flaminia, benché originariamente gemelle della Clodia, non furono sottoposte alla radicale trasformazione subita dalle altre tre unità della classe ai cantieri navali INMA nel 1992 e sono quindi piuttosto diverse da esse nell'aspetto esteriore.

## Origine del nome
Come le altre unità della classe la Clodia prende il nome da una strada consolare romana, in questo caso la Via Clodia

## Curiosità
Nel 2006 la Clodia, ormeggiata nel porto di Civitavecchia, è stata utilizzata come ambientazione di una scena della serie televisiva I Cesaroni, nella quale i due protagonisti Eva e Marco si incontrano sui ponti esterni della nave.